# Skovorodino
Skovorodino (en russe : Сковородино) est une ville de l'oblast de l'Amour, en Russie, et le centre administratif du raïon de Skorovodino. Sa population s'élevait à 8 745 habitants en 2021.

## Géographie
Skovorodino est arrosée par la rivière Bolchoï Never (Большой Невер) et se trouve à 481 km au nord-ouest de Blagovechtchensk et à 5 163 km à l'est de Moscou.

## Histoire
Skovorodino a été fondée en 1908 sous le nom de Zmeïny (Змеиный) au cours de la construction du chemin de fer Transsibérien. La localité a été renommée Never-I (Невер-I), d'après le nom de la rivière voisine. En 1911, elle a été rebaptisée Roukhlovo (Рухлово) et a reçu le statut de ville en 1927. En 1938, Roukhlovo a été rebaptisée Skovorodino en l'honneur d'A. N. Skovorodine (1890-1920), président du soviet local, tué ici en 1920.

## Population
Recensements (*) ou estimations de la population
| 1931  | 1939*  | 1959*  | 1970*  | 1979*  | 1989*  |
| ----- | ------ | ------ | ------ | ------ | ------ |
| 3 300 | 19 894 | 15 083 | 11 442 | 13 035 | 13 824 |

| 2002*  | 2003 | 2004   | 2005   | 2006   | 2007  |
| ------ | ---- | ------ | ------ | ------ | ----- |
| 10 566 | -    | 10 100 | 10 058 | 10 015 | 9 885 |

| 2008  | 2009  | 2010* | 2012  | 2013  | 2014  |
| ----- | ----- | ----- | ----- | ----- | ----- |
| 9 788 | 9 586 | 9 564 | 9 481 | 9 481 | 9 404 |

| 2015  | 2016  | 2017  | 2018  | 2019  | 2020  |
| ----- | ----- | ----- | ----- | ----- | ----- |
| 9 254 | 9 311 | 9 311 | 9 231 | 9 050 | 8 943 |

| 2021  | - | - | - | - | - |
| ----- | - | - | - | - | - |
| 8 745 | - | - | - | - | - |

## Transports
Skovorodino se trouve sur le chemin de fer Transsibérien, au kilomètre 7306 depuis Moscou.
En 2004-2005, un oléoduc a été construit de Taïchet, au nord du lac Baïkal à Skovorodino. Une partie du pétrole doit être transportée par voie ferrée de Skovorodino jusqu'au terminal pétrolier de Nakhodka, sur l'océan Pacifique, tandis que le reste doit être transporté par un autre oléoduc jusqu'à la ville chinoise de Dazin.
La ville est desservie par les routes (Route Transsibérienne) en direction de Tchita ou Khabarovsk, et de l' en direction de Nijni Bestiakh (Iakoutsk).